# Grzegorz Łozowski
Grzegorz Łozowski (ur. 25 maja 1954 w Ornecie, zm. 13 marca 2008 w Otwocku) – polski kierownik produkcji. Zajmował się obsługą finansową filmów Strajk Volkera Schlondorffa, Jan Paweł II, w reżyserii Johna Harrisona, Opowieści z Narnii : Książę Kaspian w reżyserii Andrew Adamsona, Waldemara Modestowicza. Był absolwentem Państwowej Wyższej Szkole Filmowej, Telewizyjnej i Teatralnej im. Leona Schillera w Łodzi, Szkoły Głównej Planowania i Statystyki w Warszawie, Liceum Ogólnokształcącego im. Marszałka Stanisława Małachowskiego w Płocku.

## Filmografia
- 2008 – Mała Moskwa
- 2008 – Opowieści z Narnii: Książę Kaspian
- 2007 – Am ende kommen touristen
- 2007 – Braciszek
- 2006 – Strajk
- 2006 – Pope John Paul II
- 2005 – Parę osób, mały czas
- 2003–2005 – Magiczne drzewo
- 2002 – Chopin. Pragnienie miłości
- 1999 – Fuks
- 1995 – Pestka
- 1995 – Łagodna
- 1994 – Dama kameliowa
- 1993 – Pożegnanie z Marią
- 1993 – Dwa księżyce
- 1992 – Smacznego, telewizorku
- 1992 – Piękna nieznajoma
- 1988–1991 – Pogranicze w ogniu
- 1987 – Ballada o Januszku
- 1981 – Bołdyn
- 1980 – Tylko Kaśka
- 1980 – Grzechy dzieciństwa